# 哈里森县 (印第安纳州)
哈里森县（英語：Harrison County）位于美国印第安纳州南部，西隔俄亥俄河与肯塔基州相望，为路易維爾大都会区的一部分。该县成立于1808年，县治为印第安纳州前首府科里登。
南印第安纳凯撒酒店为该县雇佣员工数量最多雇主，但是其雇佣的劳动力不超过该县全部劳动力的13%，其次是泰森食品和哈里森县医院。由于哈里森县拥有大量的历史遗迹，因此旅游业为该县经济的重要组成部分。哈里森县政府下辖若干个部门，其中包括三个学区的董事会、由三个民选专员组成，用于行使立法和行政权力的委员会、一个负责控制县政府预算的民选县议会、一个巡回上诉法院和高级法院，以及该县12个镇区的受托人。全县共有10个建制镇，这些城镇总人口数超过了5000人，除此之外该县还包含若干个非建制镇。目前共有一条州际公路、一条美国国道、八条印第安纳州州道以及两条铁路线穿过该县。
虽然早在欧洲人到来前印第安人就已经在这片土地上生活了上千年，不过哈里森县的第一个永久性定居点则是在美國獨立戰爭后不久才建立的。这片土地的人口在19世纪的前十年里得到了快速的增长。哈里森县的县治科里登建立于1808年，并于1813年成为了印第安纳领地的首府。印第安纳州早期历史上的很多重大历史事件都发生在哈里森县，其中就包括该州第一部宪法的起草。虽然从1825年其科里登就不再是印第安纳州首府，但依然是该州的重要交通枢纽。1859年，哈里森县发生了一场重大的陨石撞击事件。1863年的科里登战役就发生在哈里森县，这场战役也是南北战争中唯一一场爆发在印第安纳州的战役。

## 历史
早在末次冰期，就有人类进入了这片后来成为印第安纳州的土地。由于此地盛产燧石，因此它对于早期的人类而言有着较为重要的意义。目前有证据表明，早在公元前2000年就有人类开采燧石用于粗制工具的生产。由于很多游牧部落经常光顾此地，因此该地区受到了霍普韦尔文化和密西西比文化等多种美洲原住民文化的影响。天鹅地遗址为印第安纳州著名的燧石矿开采遗址，也是北美州东部最重要的远古时期遗址之一。该县第一个永久性定居点建立于18世纪末期，为欧洲定居者所建。
在美国独立战争结束后，这片土地尽归美国所有。作为克拉克增地的一部分，很多独立战争老兵获得了该县东部的部分土地。丹尼尔·布恩和他的弟弟斯奎尔·布恩是哈里森县早期的探险家，他们于1780 年代从肯塔基州进入哈里森县进行探险工作。而哈维·赫斯、斯皮尔·斯宾塞以及爱德华·史密斯则是第一批定居于哈里森县的人类，其中史密斯在科里森建造了住所。
哈里森县最初是诺克斯县和克拉克县的一部分，在1808年时从这两县各分出部分土地设县。该县是印第安纳领地历史上第一个由议会而非总督设立的县，同时也是印第安纳州第四个成立的县。后来哈里森县的部分地区又被分出了克劳福德县、弗洛伊德县、华盛顿县、杰克逊县、克拉克县、劳伦斯县、佩里县、斯科特县和奥兰治县的部分地区。哈里森县是以印第安纳领地首任总督、1812年战争中的将军、蒂珀卡诺战役中的战斗英雄以及第九任美国总统威廉·亨利·哈里森命名的。哈里森总统在当时是该县最大的地主，他在哈里森泉附近拥有一处小庄园。

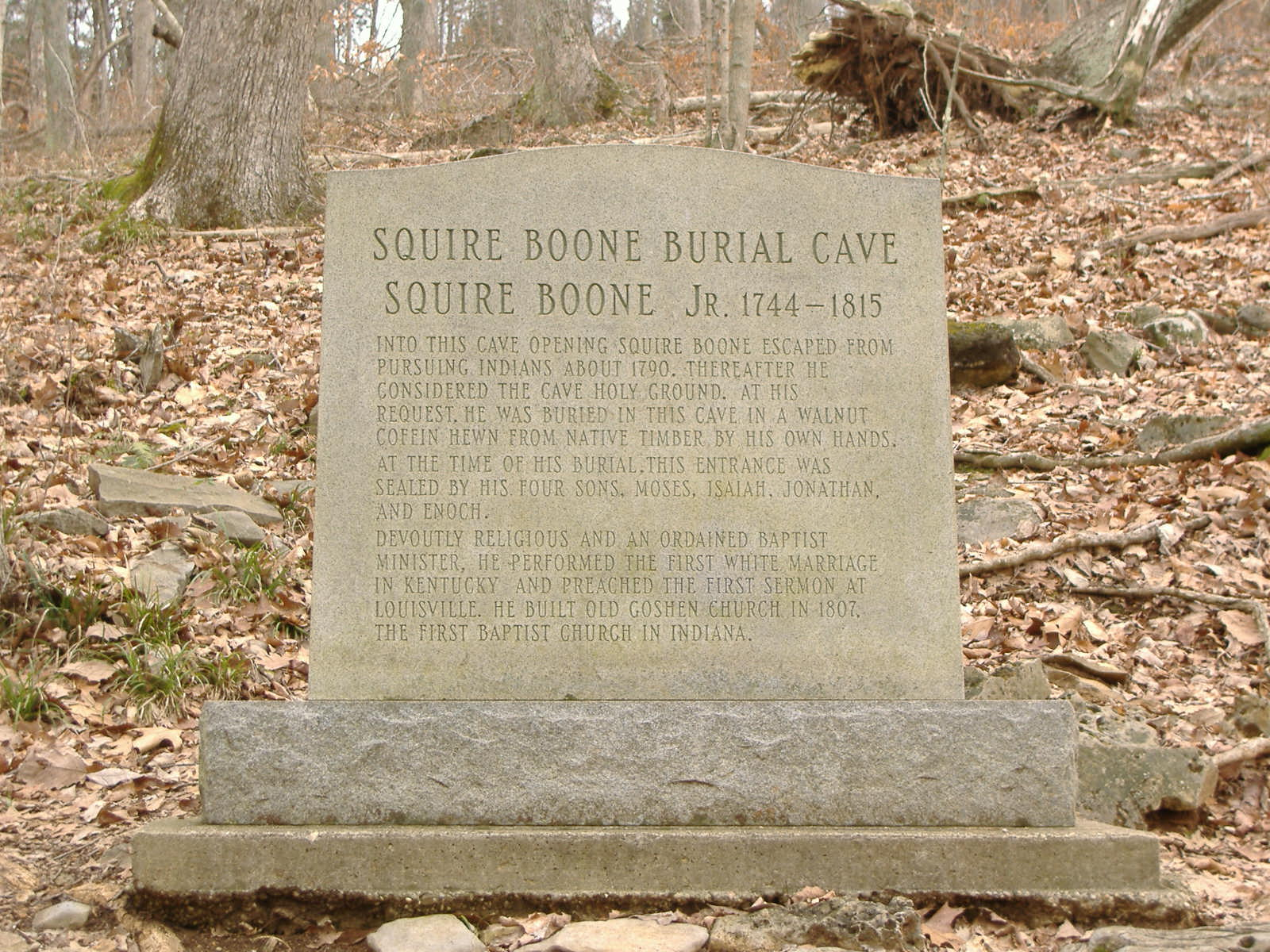
探险家斯奎尔·布恩的墓地

斯奎尔·布恩自1806年开始就定居于今天的布恩镇区，1815年去世后被埋葬在自家附近的一个名为“斯奎尔·布恩”山洞里。斯奎尔·布恩的儿子詹姆斯、以赛亚和丹尼尔在19世纪的前十年里定居在哈里森县的赫斯镇区，随后丹尼尔于今天的拉康尼亚东部修建了该县的第一座教堂。这座教堂后来经过了重建，被称为老歌珊教堂。该地最富有的定居者雅各布·金特纳于1810年左右来到了科里登附近定居，他在此地拥有大约700-英畝（2.8-平方）的土地。金特纳不但自己居住在宽敞的房屋中，同时还经营着一家旅店。贵格会会众保罗和苏珊娜夫妇于1814年从北卡罗来纳州移民到哈里森县，随之而来的还有107名黑奴，不过这些奴隶在抵达后不久便获得了自由。虽然有一小部分获释的黑奴离开了此地，但是他们中的绝大部分选择定居于此，形成了该州规模最大的自由黑人社区之一。
哈里森县的第一条公路于1809年竣工，连接了科里登和俄亥俄河畔的莫克波特。在那里马尔克家族经营着一条拖船航线，给往返肯塔基州和哈里森县的旅客提供客运服务。这条公路和航线极大地提升了哈里森县的经济活力及交通条件，使得该县发展迅速，并在接下来的十年里人口得以翻倍。
居住在莱恩斯维尔附近的丹尼斯·彭宁顿是该县早期历史上的重要人物，同时也是印第安纳领地立法机关的发言人。自1809年科里登重组后，该镇就一直与其他市镇争夺印第安纳领地首府的地位。1811年，印第安纳领地与周边的印第安人部落爆发了冲突。鉴于这个原因，彭宁顿建议将首府设在较为安全的科里登，最终科里登于1813年5月1日成为了领地的首府。在接下来的12年里，科里登一直都是印第安纳领地以及印第安纳州的行政中心。印第安纳州宪法于1816年6月在科里登通过，随后印第安纳于同年12月成为了美国的一个州，此后科里登成为了印第安纳州的首府直至1825年。
哈里森县于1814年首次遭到拆分，当时该县的北部被分给新成立的华盛顿县。1818年，该县西部被划分为克劳福德县。1819年，该县的东部又被分出了弗洛伊德县。自此，哈里森县的疆域只在其东部边界与弗洛伊德县通过土地交易的形式进行小规模的调整，其中最后一次调整发生在1968年。
由于哈里森县北部在殖民早期缺乏木材，因此定居者称其为“贫瘠之地”，他们更愿意居住在有木材的南部地区。造成这一现象的重要原因是北部地区一年一度的野火阻碍了树木的生长，从而导致土地荒芜。“贫瘠之地”从科里登北部向北延伸到帕尔迈拉，从东部的弗洛伊德诺布斯向西延伸至蓝河，覆盖率该县中北部的大部分区域。不过随着19世纪初期定居点的不断扩张以及农业的发展，人们惊奇的发现所谓的“贫瘠之地”其实是肥沃的农田，因此更多的人前往此地定居。随着定居人数的增加，野火得到了有效的控制。到了20世纪初期“贫瘠之地”中无人居住的部分已经成为了森林，一直持续到今天。1859年3月28日，有一颗陨石坠落在了布埃纳维斯塔附近，其中撞击地点和部分陨石碎片被保存了下来。
第一届哈里森县市集于1860年在爱德华·史密斯的故居科里登举行，此后这一活动成为了该县的年度盛会，同时也成为了印第安纳州举办历史最悠久的展会。1960年时，展会的旧看台毁于一场火灾，随后哈里森县从肯塔基州路易维尔百汇球场的小联盟棒球队购买了一个新的看台。
南北战争中唯一一场发生在印第安纳州的战役于1863年7月9日打响。在摩根突袭期间，哈里森县军团与约翰·亨特·摩根准将领导下的一支联盟军之间发生了冲突。当时摩根在光天化日之下越过俄亥俄河进入哈里森县，遭到了印第安纳州的岸基火炮和一艘武装河船的抵抗。于是联盟军在河对岸开炮还击，哈里森县军团只得向科里登方向撤退，而莫克波特居民也不得不携带贵重财物逃离了小镇。摩根带着两千名骑兵在莫克波特的东侧登陆，随后向北行进，沿途烧毁了无数房屋、农场和磨坊。为阻止摩根的推进，哈里森县民兵开始反击，科里登战役就此打响。联盟军最终赢得了这场战役，随后整个科里登被洗劫一空。这场战役共造成4人死亡、12人受伤以及355人被俘。在此之后，摩根继续进入哈里森县北部，在那里他率领军队洗劫了新索尔兹伯里一带，克兰德尔和帕尔迈拉也没能逃过被抢劫的厄运。在完成对这些地方的洗劫后，摩根率部离开了哈里森县。不过摩根后来被联邦军击败，他本人也成为了俘虏。
铁路最终于1869年修建到了哈里森县。1874年，一条横跨哈里森县北部的铁路终于竣工。这条铁路在东边从弗洛伊德县接入哈里森县，随后向西延伸连接克兰德尔，随后继续向西进入克劳福德县。而连接科里登和克兰德尔的南部延伸线则于1882年竣工。1902年发生的火车事故共造成三人死亡。1989年，连接科里登的南部延伸线于被科里登观光铁路公司收购，随后将其改造为一个观光线路，直到2003年结束运营。
哈里森县历史上的第一座地方法院建筑只是一座简陋的小木屋，在1813年科里登成为印第安纳领地首府后，县政府和领地政府的官员共同使用这栋建筑。到了1816年，哈里森县终于有了一座由岩石建成的地方法院大楼，但依旧由县政府和领地政府（以及随后的印第安纳州政府）官员共享，直至1825年印第安纳州政府迁至印第安納波利斯。由于政府需要更多的办公空间，因此哈里森县在地方法院之外修建了很多新的建筑作为补充。在20世纪20年代，为了修建新的法院大楼，部分办公建筑遭到了拆毁，不过旧的法院大楼则被印第安纳州政府收购并被当成历史建筑得以保存了下来。新法院于大楼最终于1928年竣工，耗资约为250,000美元。这栋新建筑由位于埃文斯维尔的福勒和卡格斯公司负责设计，最终由位于斯科茨堡的J.弗雷德贝格斯公司负责建造。1932年，印第安纳州购买了哈里森县西部的部分土地，用于哈里森-克劳福德州有林的保育。这片林区的占地面积约为26,000-英畝（110-平方），是印第安纳州面积最大的州有林。
马修·E·威尔士桥于1966年在莫克波特完工，将哈里森县与邻近的肯塔基州米德县连接起来，同时这座桥也是横跨俄亥俄河连接特尔城与新奧爾巴尼的必经之路。1969年，塞缪尔·海斯向该县捐赠了占地311-英畝（1.26-平方）的海斯森林自然保护区。该保护区由哈里森县公园委员会于1973年开发，并在保护区的西部增设了一些公共设施，目前为全县第二大自然保护区。
印第安纳凯撒酒店于1998年开设了河船赌场、酒店综合体和高尔夫球场，促进了该县旅游业的发展。不过该公司的赌场综合体于2008年7月11日被收购，随后更名为南印第安纳马蹄铁赌场。

## 地理

哈里森县地图，上面标有乡镇、定居点以及主要的高速公路

哈里森县位于印第安纳州的最南部，与该州东西边界的距离大致相等。该县的南部边界为俄亥俄河，河对岸是肯塔基州的路易维尔市。蓝河界定了该县大部分的西部边界，不过其中的部分边界则是由一条南北走向的直线所界定的。
在定居者抵达初期，哈里森县的南部被茂密的森林所覆盖。目前除了部分林地因城市及农业发展被砍伐以外，其他地区仍被茂密的森林所覆盖。该县的地形向南和向西倾斜，其最高点（296米）位于德波东北2英里（3.2公里）处的拉格岭。
哈里森县的西部界河为蓝河，其流向为自北向南。而向西南方向流淌的印第安溪则横穿哈里森县的中部地区，最终于该县的南部分为三股。除了河流之外，该县只有大型水域，且均为人工水域。其中一个水域是科尔曼湖，位于帕尔迈拉附近，是布法罗小径公园的一部分。另一水域则是巴克溪岔流被水坝拦截后所形成的水域，位于波西镇区。除此之外，哈里森县还有一些小型水体，例如哈里森泉所形成的池塘、俄亥俄河的废弃河段以及莱恩斯维尔东南偏东方向距其1英里（1.6千米）处的小水塘。
根据2010年美国人口普查的结果，哈里森县面积为486.52平方英里（1,260.1平方），其中陆地面积为484.52平方英里（1,254.9平方）（99.59%），水域面积为2.00平方英里（5.2平方）（0.41%）。
哈里森泉位于科里登以西，其直径为60英尺（18），深度超过40英尺（12），是印第安纳州最大且最深的泉水。该泉水的源头位于一块处于平地上的岩石中，其每日流量为300万加仑（1100万升），足以为过去的面粉厂提供动力。该泉水和哈里森县一样，得名于威廉·亨利·哈里森，为这片区域曾经的拥有者。
哈里森县部分地区是丘陵地带。诺布斯通悬崖始于该县的东南部，在俄亥俄河附近急剧升高，并沿着该县的东部边缘延伸。该悬崖是印第安纳州较为出名的山峰，其临近俄亥俄河的最高点高出附近的山谷将近610英尺（190），为整个印第安纳州落差最大的地方。
哈里森县的西部被保留为哈里森-克劳福德州有林和奥班农州立森林公园。此外该县还拥有繁多的洞穴系统，包括斯奎尔·布恩洞穴、宾克利洞穴系统（印第安纳洞穴）。当然还有一些体积较小的但结构精美的洞穴，如珠宝盒洞穴和魔鬼墓地洞穴。

### 毗邻县
- 华盛顿县 - 北
- 弗洛伊德縣 - 东
- 哈丁县 - 东南
- 傑佛遜縣 - 东
- 米德县 - 西南
- 克勞福德縣 - 西

### 市镇和建制社区
- 科里登 （县治）
- 克兰德尔
- 伊丽莎白
- 拉康尼亚
- 莱恩斯维尔
- 莫克波特
- 米尔敦
- 新阿姆斯特丹
- 新米德尔敦
- 帕尔迈拉

### 非建制社区
- 布拉德福德
- 布雷肯里奇
- 布里奇波特
- 布尤納維斯塔
- 伯恩維爾
- 森特勒爾
- 森特勒爾巴倫
- 科里登章克申
- 戴維森
- 德波
- 迪克西
- 多格伍德
- 埃文斯蘭丁
- 費爾代爾
- 菲什敦
- 弗倫奇敦
- 格利達斯
- 漢考克查普爾
- 馬其頓
- 莫伯利
- 莫特站
- 新波士頓
- 新索尔斯伯里 （人口普查指定地点）
- 拉姆西
- 羅斯伍德
- 蘇格爾格羅夫
- 提圖斯
- 托巴科蘭丁
- 瓦利城
- 懷特克勞德

### 行政镇区
- 布盧里弗
- 布恩
- 富蘭克林
- 哈里森
- 赫斯
- 傑克遜
- 摩根
- 波西
- 斯潘塞
- 泰勒
- 華盛頓
- 韋伯斯特

### 各建制市镇人口
| 市镇         | 镇区     | 人口  | 建立   |
| ------------ | -------- | ----- | ------ |
| 科里登       | 哈里森   | 2,715 | 1808年 |
| 克兰德尔     | 傑克遜   | 131   | 1872年 |
| 伊莉莎白     | 波西     | 137   | 1812年 |
| 拉康尼亞     | 布恩     | 29    | 1837年 |
| 萊恩斯維爾   | 富蘭克林 | 614   | 1817年 |
| 莫克波特     | 赫斯     | 83    | 1827年 |
| 米爾敦       | 布盧里弗 | 932*  | 1827年 |
| 新阿姆斯特丹 | 華盛頓   | 27    | 1815年 |
| 新米德爾敦   | 韋伯斯特 | 77    | 1860年 |
| 帕爾邁拉     | 摩根     | 930   | 1810年 |

## 气候与天气
哈里森县与印第安纳州南部的大部分地区一样，为副热带湿润气候。根据柯本气候分类法，哈里森县为温带大陆性气候炎夏亚型，这意味着此地平均气温偏低且没有旱季，但是夏季较为炎热。不过哈里森县恰好处于该气候带的南部边缘，气候可能会和相邻气候带的气候有所接近。科里登最冷月（1月）平均气温为21 °F（−6 °C），最热月（7月）平均气温为88 °F（31 °C）。极端最低气温为−31 °F（−35 °C）（1977年1月），极端最高气温104 °F（40 °C）（1983年7月）。其月平均降水量从10月的3.13英寸（80）到5月的5.06英寸（129）不等。

## 政府
哈里森县政府的权力都是由《印第安纳州宪法》以及《印第安纳州法典》所授予的，其中行政和立法权归属于委员会，而财政权归属于县议会。
目前由七名议员组成的县议会负责管理该县的财政支出和税收，其中四名议员由各选区选出，剩下的三名议员则经由全民共同选出，所有议员的任期均为四年。他们需要负责制定政府雇员的工资、政府的年度预算和特别支出。县议会在征收地方收入税、财产税、消费税和服务税方面的权力有限，若想征收这些税金必须经过州一级的批准。
委员会则由三名专员组成，其中一名专员担任委员会主席。专员由全县选民选举产生，任期为四年。专员的选举为交错进行，这意味着通常情况下不会改选全部的专员，和联邦参议员选举类似。 委员会的责任是管理议会制定的预算、征税、制定和废除法令以及管理县政府。
哈里森县设有巡回法院和高等法院各一个。高等法院处理成人刑事案件、小额索赔案件、交通罚单和其他违法行为案件。巡回法院处理该县的其他案件，包括大部分离婚案件、少年案件、儿童案件、民事诉讼、遗嘱认证、遗产、收养和民事承诺。每个法院的法官任期均为六年。除此之外，巡回法院还需要任命一名裁判官负责处理涉及家庭法的案件。
此外，哈里森县还设有其他民选职位，包括治安官、死因裁判官、审计师、司库、记录员、测量员和巡回法院书记员，他们的任期均为四年。参选这些职位的候选人必须是该县的居民，并且还需要申报自己所属的政党。
每个镇区都有一名受托人，负责管理农村消防和救护车服务、提供贫困救济和扫墓等职责。由三人组成的镇区委员会协助受托人履行这些职责，受托人和委员会成员的任期为四年。
哈里森县的大部分地区位于州众议院的第70选区，但是布卢里弗镇区的部分地区则位于第73选区。该县的全部区域均位于州参议院的第47选区以及联邦众议院的印第安納州第九國會選區。
| 年份   | 共和党 | 共和党 | 民主党 | 民主党 | 第三党 | 第三党 |
| 年份   | No.    | %      | No.    | %      | No.    | %      |
| ------ | ------ | ------ | ------ | ------ | ------ | ------ |
| 2020年 | 14,565 | 71.98% | 5,343  | 26.40% | 328    | 1.62%  |
| 2016年 | 12,943 | 69.74% | 4,783  | 25.77% | 832    | 4.48%  |
| 2012年 | 10,640 | 60.21% | 6,607  | 37.39% | 424    | 2.40%  |
| 2008年 | 10,551 | 58.06% | 7,288  | 40.10% | 335    | 1.84%  |
| 2004年 | 11,015 | 63.63% | 6,171  | 35.65% | 124    | 0.72%  |
| 2000年 | 8,711  | 58.48% | 5,870  | 39.41% | 315    | 2.11%  |
| 1996年 | 6,073  | 43.74% | 5,900  | 42.49% | 1,912  | 13.77% |
| 1992年 | 5,403  | 39.52% | 5,768  | 42.19% | 2,500  | 18.29% |
| 1988年 | 6,702  | 57.47% | 4,933  | 42.30% | 26     | 0.22%  |
| 1984年 | 7,255  | 60.61% | 4,634  | 38.72% | 80     | 0.67%  |
| 1980年 | 6,287  | 54.23% | 4,865  | 41.96% | 442    | 3.81%  |
| 1976年 | 4,911  | 45.90% | 5,685  | 53.14% | 103    | 0.96%  |
| 1972年 | 5,910  | 59.77% | 3,927  | 39.71% | 51     | 0.52%  |
| 1968年 | 4,410  | 45.32% | 3,725  | 38.28% | 1,596  | 16.40% |
| 1964年 | 3,671  | 37.81% | 5,949  | 61.28% | 88     | 0.91%  |
| 1960年 | 5,374  | 53.80% | 4,566  | 45.71% | 49     | 0.49%  |
| 1956年 | 5,299  | 54.92% | 4,266  | 44.22% | 83     | 0.86%  |
| 1952年 | 5,069  | 53.62% | 4,213  | 44.56% | 172    | 1.82%  |
| 1948年 | 4,104  | 46.90% | 4,465  | 51.02% | 182    | 2.08%  |
| 1944年 | 4,397  | 50.05% | 4,285  | 48.77% | 104    | 1.18%  |
| 1940年 | 4,650  | 49.26% | 4,725  | 50.06% | 64     | 0.68%  |
| 1936年 | 3,885  | 43.23% | 5,025  | 55.92% | 76     | 0.85%  |
| 1932年 | 3,553  | 40.36% | 5,128  | 58.25% | 123    | 1.40%  |
| 1928年 | 4,440  | 54.43% | 3,664  | 44.91% | 54     | 0.66%  |
| 1924年 | 3,896  | 48.31% | 4,005  | 49.67% | 163    | 2.02%  |
| 1920年 | 4,271  | 51.45% | 3,898  | 46.96% | 132    | 1.59%  |
| 1916年 | 2,086  | 44.97% | 2,373  | 51.15% | 180    | 3.88%  |
| 1912年 | 900    | 20.23% | 2,106  | 47.34% | 1,443  | 32.43% |
| 1908年 | 2,419  | 46.17% | 2,646  | 50.51% | 174    | 3.32%  |
| 1904年 | 2,544  | 48.09% | 2,530  | 47.83% | 216    | 4.08%  |
| 1900年 | 2,482  | 45.92% | 2,824  | 52.25% | 99     | 1.83%  |
| 1896年 | 2,486  | 46.48% | 2,813  | 52.59% | 50     | 0.93%  |
| 1892年 | 2,114  | 43.75% | 2,464  | 50.99% | 254    | 5.26%  |
| 1888年 | 2,133  | 44.76% | 2,529  | 53.07% | 103    | 2.16%  |

## 人口
| 调查年                                             | 人口   | 备注 | %±     |
| -------------------------------------------------- | ------ | ---- | ------ |
| 1810                                               | 3,595  |      | —      |
| 1820                                               | 7,875  |      | 119.1% |
| 1830                                               | 10,273 |      | 30.5%  |
| 1840                                               | 12,459 |      | 21.3%  |
| 1850                                               | 15,286 |      | 22.7%  |
| 1860                                               | 18,521 |      | 21.2%  |
| 1870                                               | 19,913 |      | 7.5%   |
| 1880                                               | 21,326 |      | 7.1%   |
| 1890                                               | 20,786 |      | −2.5%  |
| 1900                                               | 21,702 |      | 4.4%   |
| 1910                                               | 20,232 |      | −6.8%  |
| 1920                                               | 18,656 |      | −7.8%  |
| 1930                                               | 17,254 |      | −7.5%  |
| 1940                                               | 17,106 |      | −0.9%  |
| 1950                                               | 17,858 |      | 4.4%   |
| 1960                                               | 19,207 |      | 7.6%   |
| 1970                                               | 20,423 |      | 6.3%   |
| 1980                                               | 27,276 |      | 33.6%  |
| 1990                                               | 29,890 |      | 9.6%   |
| 2000                                               | 34,325 |      | 14.8%  |
| 2010                                               | 39,364 |      | 14.7%  |
| 2020                                               | 39,654 |      | 0.7%   |
| 美国人口普查 1790-19601900-1990 1990-20002010-2013 |        |      |        |

### 2010年普查结果
根据2010年的普查结果，哈里森县共有39,364位居民、15,192个住户以及11,031个家庭，其人口密度为81.2名居民每平方英里（31.4名居民每平方）。该县共有16,534个住房单位，其平均密度约为34.1每平方英里（13.2每平方）。该县的种族构成为97.4%的白人、0.5%的非裔、0.4%亚裔、0.2%美洲原住民、0.5%其他族裔以及1.0%的混血，此外西班牙裔占总人口的1.5%。在血统方面，德裔占31.1%，美国人占16.5%，爱尔兰裔占12.8%，英格兰裔占12.8%。
在全部15192个住户中，33.7%的住户有18岁以下子女，58.5%的住户为同居已婚夫妻，9.5%的住户其户主为无夫女性，27.4%的住户不是家庭，22.8%的住户只有一个人独居。该县每个住户的平均人数为2.56人，每个家庭的平均人数为2.99人，全体居民的年龄中位数为40.2岁。该县住户的收入中位数为47,697美元，家庭的收入中位数为59,316美元。该县的人均收入为23,539美元，男性的收入中位数为40,884美元，女性则只有31,808美元。该县大约7.8%的家庭和10.0%的人口处于贫困线以下，其中18岁以下的人口占15.7%，65岁或以上的人口占5.1%。

## 经济

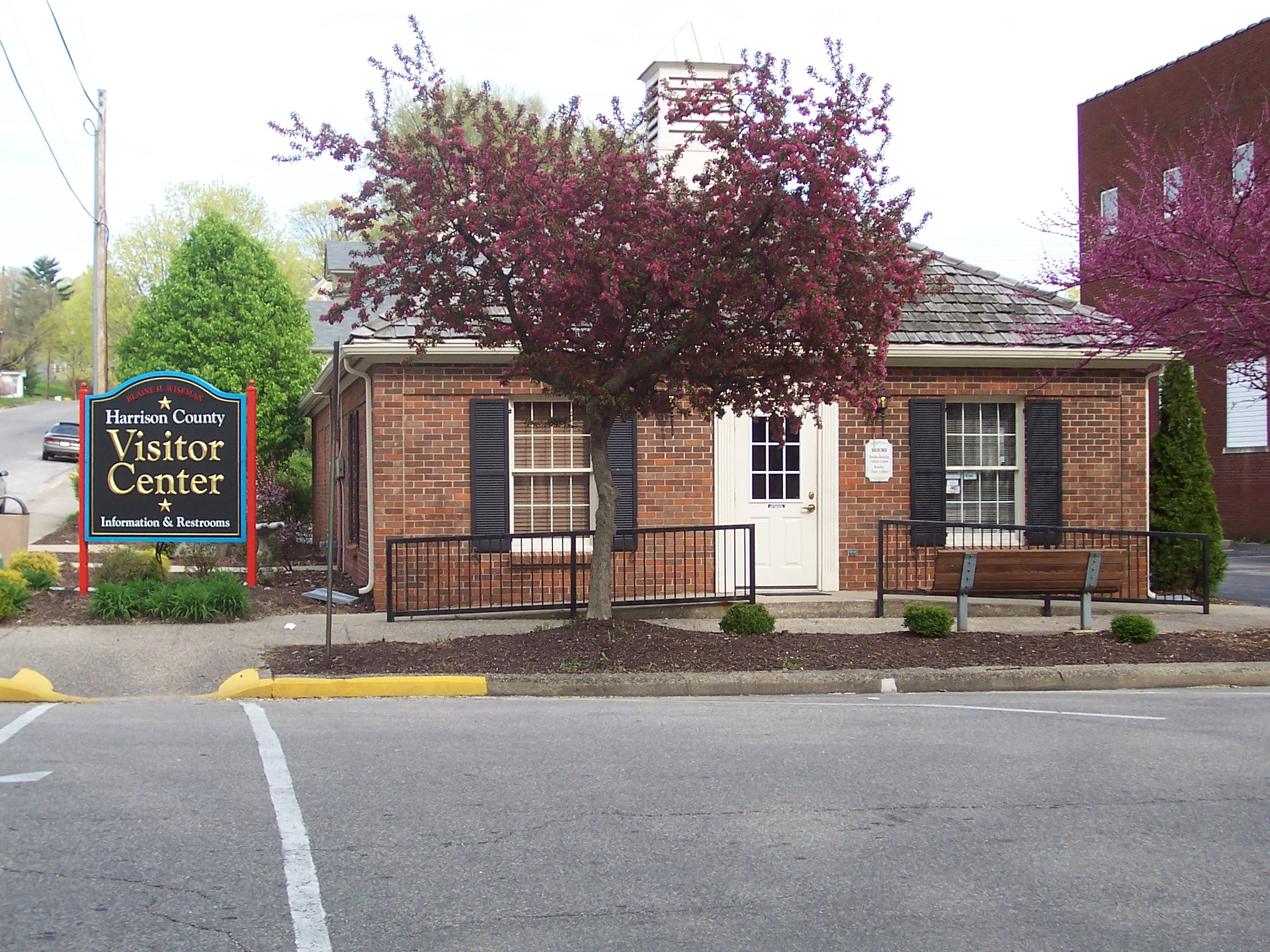
哈里森县游客中心

哈里森县的经济结构非常多元。科里登工业园区是该县重要的制造业中心，与汽车相关的产业十分发达。在农业方面，哈里森全县农村均实现了规模化，玉米和大豆是该县产量最大的农作物。该县的服务业则集中在科里登的市中心。此外，该县有若干家医疗机构，其中包括哈里森县医院、两家由亲属医疗保健公司运营的护理机构以及一些私人诊所。
该县旅游业较为发达，主要景点是科里登的历史遗迹、高尔夫球场、马蹄铁公司的河船赌场赌场和酒店。该地的自然景观则包括莫克波特附近的斯奎尔·布恩洞穴以及临县的怀恩多特洞穴。赌场是该县最大的单一税源，其中2007年赌场相关的税收收入就高达2350万美元。
多家公用事业公司为该县提供服务，其中该县的电力由哈里森农村电力会员合作社和杜克能源公司提供。科里登的天然气供应业务由印第安纳公用事业公司负责提供，农村地区的服务则由一些小型分销商提供。该县的固定电话服务由威瑞森通信公司独家提供，洞察通讯公司则在该县的部分地区提供有线电视服务。该县的自来水供应则由数家公司共同提供服务，其中最大的两家公司为南哈里森水务公司和拉姆西水务公司。
截至2009年7月，该县最大的雇主是拥了1,600名员工的南印第安纳马蹄铁赌场。其他大型雇主还包括拥有550名员工的泰森食品公司、拥有504名员工哈里森县医院、拥有425名员工的南哈里森学区、拥有405名员工的蓝河服务公司、拥有400名员工的沃尔玛、拥有311名员工的北哈里森学区、拥有200名员工的ICON Metal Forming公司、拥有120名员工的达米克公司、拥有115名员工的亲属医疗保健公司、各拥有80名员工的史密斯商店夹具公司和卢卡斯石油产品公司、拥有50名员工的诺斯坦贴面公司以及拥有41名员工的速度弹性公司，此外还有92家公司雇佣了5到40名不等的员工。该县13%的劳动力从事零售业、12%的劳动力从事政府工作、12%的劳动力从事制造业、11%的劳动力从事服务业、8%的劳动力从事住宿和食品服务业、8%的劳动力从事农业、7%的劳动力从事建筑业、7%的劳动力从事公用事业单位、6%的劳动力从事金融、保险和房地产行业，此外还有6%的劳动力从事其他行业。哈里森县所属的路易维尔大都会区在2009年12月的失业率为10.2%。

## 交通

### 高速公路
- 64号州际公路：东西向穿过哈里森县，连接科里登和萊恩斯維爾。[61]
- 150号国道：沿着布法罗小径穿过哈里森县北部。[62]
- 135号州道：南北向贯穿哈里森县全县。[63]
- 62号州道：东西向贯穿哈里森县全县，与135号州道交汇于科里登。[64]
- 64号州道：东西走向横跨哈里森县北部，与135号州道交汇于新索爾斯伯里。[65]
- 111号州道：连接伊丽莎白与弗洛伊德县的新奥尔巴尼，马蹄铁公司的河船赌场就位于这条路线上。[66]
- 337号州道：沿西北-东南方向贯穿全县，穿过科里登。[67]
- 211号州道：在县东南部的伊丽莎白以东约2英里（3.2）处，连接11号州道和111号州道。[68]
- 462号州道：将哈里森-克劳福德州有林与该县西南部的62号州道连接起来，全长约3英里（4.8）。[69]

### 铁路
- 卢卡斯石油铁路线：一条只有7英里（11）长的短线铁路，从科里登向北穿过卢卡斯石油公司装瓶设施所在的工业园区，到达新索尔兹伯里附近东西向的诺福克南线交汇处。
- 诺福克南线：穿过哈里森县北部，其中会经过克兰德尔、拉姆西和德波，在拉姆西有一个小仓库。[4][57]

### 机场
哈里森县唯一的一座机场为罗宾逊机场，是位于伊丽莎白西北偏北1英里处的通用机场。

## 教育
哈里森全县有学校22所，其中15所是公立学校，分布在3个学区，还有7所是私立学校。南哈里森学区是该县最大的学区，在2010年时有3,141名学生。该学区覆盖哈里森县的南半部，其中包括科里登中心高中、科里登中心初中、南中心初高中、科里登初中、科里登小学、赫斯-华盛顿小学和新米德尔敦小学。2010年，北哈里森学区共有2,324名学生，他们分别就读于北哈里森高中、北哈里森中学、北哈里森小学和摩根小学。兰斯维尔学区是该县最小的学区，仅涵盖了富兰克林镇区，其中包含兰斯维尔初中和兰斯维尔小学。2010年，北哈里森学区教师的平均年薪为50,800美元，南哈里森学区教师的平均年薪为48,500美元，而兰斯维尔学区教师的平均年薪为51,500美元。北哈里森学区学生在2010年的毕业率为81.5%，南哈里森学区为84.6%，兰斯维尔学区则为91.5%。兰斯维尔和北哈里森的学生在2010年ISTEP+测试中表现高于全州平均水平，而南哈里森学生的表现则低于平均水平。
该县有几所由当地教会支持的私立学校。圣约翰学校是兰斯维尔附近的一所路德宗教会学校，有77名学生。圣约瑟夫学校是科里登的一所天主教学校，有87名学生。哈里森县任何学校的高中生都可以修读弗洛伊德县查尔斯艾伦普罗瑟技术学院开设的课程，作为他们高中课程的一部分。
2017年，兰斯维尔老鹰队的棒球项目在印第安纳波利斯胜利球场的1A级决赛中以5-1的比分击败了罗斯维尔队，获得了本学校在所有运动中的第一个州冠军和哈里森县历史上的第一个州冠军。
除此之外，哈里森县公共图书馆系统向公众开放服务，所有的居民均可免费借阅书籍。

## 著名人物

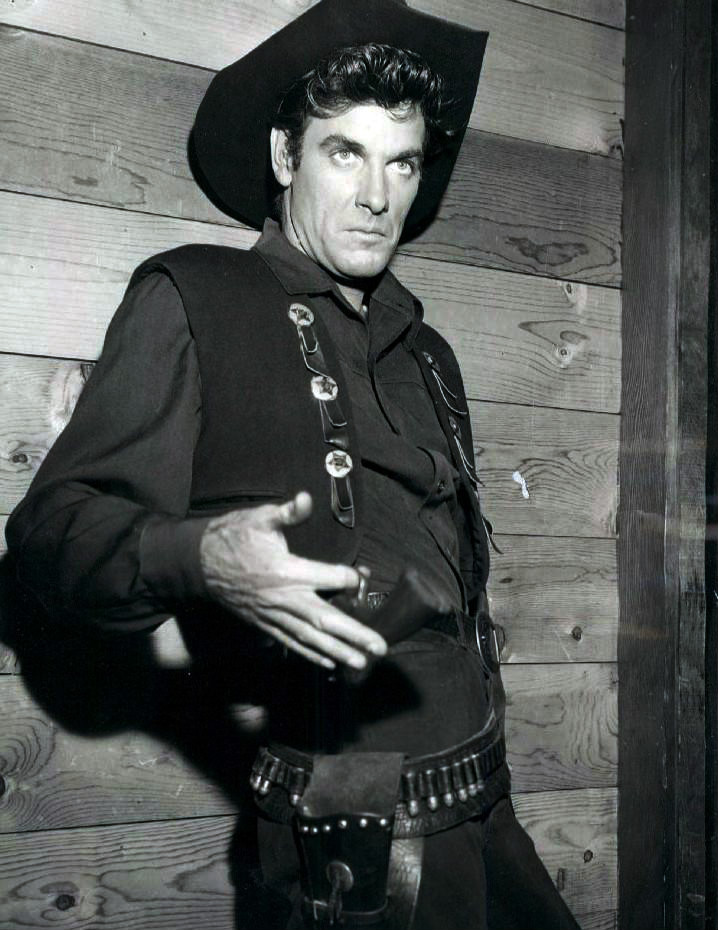
詹姆斯·贝斯特

威廉·泰勒·泽诺：1846年出生于科里登附近，在科里登和莱文沃思从事法律事务。后担任第三巡回上诉法院法官和美国联邦众议员议员，死后葬于科里登。
詹姆斯·贝斯特：1926年出生于肯塔基州，三岁时被送去孤儿院，后被人收养并在科里登长大。在服完兵役后，他成为了一名电影和电视演员，在电视剧《正义前锋》中饰演罗斯科·科尔特兰警长。
阿维尔·方克：1929年出生于哈里森县，在科里登接受教育。他从1955年开始教高中历史长达10年，后再在科里登从事法律事务。他活跃于印第安纳州的历史和家谱学会，并撰写了很多有关印第安纳州历史的文章，死后被安葬在科里登。
弗兰克·奥班农：于1930年出生于科里登，在结束了空军服役后，他曾担任州参议员、副州长和州长，在任内去世，死后葬于科里登。

## 延伸阅读
- Crayden, Helen Ballard. . Harrison County Historical Society. 1959.
- Dick, Otis Amanda. . Arcadia Publishing. 2000. ISBN 0-7385-6050-2.
- Funk, Arville.  Revised 1983. Rochester, Indiana: Christian Book Press. 1969.
- Goodrich, De Witt Clinton; Richard, Charles  Tuttle. . Indiana: R. S. Peale and Company. 1875  [2022-10-06]. （原始内容存档于2024-05-15）.
- Gugin, Linda C.; St. Clair, James E (编). . Indianapolis, Indiana: Indiana Historical Society Press. 2006. ISBN 0-87195-196-7.
- Logan, W. N. . Indiana Department of Conservation. 1922.
- Roose, William H. . Tribune Company Printers. 1911.